# Hypsioma constellata
Hypsioma constellata là một loài bọ cánh cứng trong họ Cerambycidae.